# Ахтшеллинк, Лукас
Лукас Ахтшеллинк (нидерл. Lucas Achtschellinck; крещён 16 января 1626, Брюссель — 12 мая 1699, Брюссель) — южнонидерландский живописец-пейзажист. Считается одним из художников, называемых школой живописцев Суаньского леса (фр. L'École des peintres de la forêt de Soignes, которые разделяли интерес к изображению сцен, происходящих в Суаньском лесу, расположенном недалеко от Брюсселя.

## Биография
Художник родился в Брюсселе и, возможно, был внуком пейзажиста Лукаса Ахтшеллинка Старшего. 26 октября 1639 года зарегистрирован в брюссельской Гильдии Святого Луки как ученик Питера ван дер Борхта. Фламандский биограф XVII века Корнелис де Би упомянул, что Лукас Ахтшеллинк также учился у брюссельского пейзажиста Лодевейка де Ваддера, но это не подтверждено записями Гильдии. Однако в стилевом отношении два художника довольно близки.
Ахтшеллинк, вероятно, переехал после завершения своего ученичества в иную страну, поскольку стал мастером брюссельской гильдии только в 1657 году. 13 марта 1674 года он женился на Анне Парис. Он оставался активным в Брюсселе, и в 1687 году стал деканом брюссельской Гильдии Святого Луки. Он добился успеха и в период с 1659 по 1686 год имел восемь учеников. Скончался в Брюсселе.

## Творчество
Все известные произведения этого художника не имеют подписей и дат, но некоторые работы помечены монограммой. Крупные картины, не имеющие монограммы, приписывают художнику условно. Эти картины близки произведениям Лодевийка де Ваддера (1605—1655) и Жака д’Артуа (1613—1686) и поэтому могут находиться в коллекциях под именами этих художников.
Лукас Ахтшеллинк входит в группу художников-пейзажистов, работавших в Брюсселе, в которую также входили Лодевeйк де Ваддер, Жак д’Артуа, Филип ван Дапельс и Корнелис Гюисманс, которые часто изображали леса и песчаные отмели в Суаньском лесу недалеко от Брюсселя. По этой причине их называют школой художников Суаньского леса (фр. L'École des peintres de la forêt de Soignes).
Характерными особенностями живописной манеры Ахтшеллинка является широкий мазок, особенно при изображении дорог, обочин и деревьев, серебристая градация света и тени на стволах деревьев. Ахтшеллинк был последователем стиля пейзажной живописи Рубенса, а также находился под влиянием Жака д’Артуа. Он писал лесные пейзажи для церквей и монастырей, в которые затем другие художники вписывали фигуры библейских персонажей. Ахтшеллинк писал пейзажи во многих произведениях антверпенского художника Гаспара де Крайера (1582—1669).
Он также создавал картоны для Брюссельской шпалерной мануфактуры. Вместе с другими художниками он разрабатывал эскизы для больших серий ковров «Дидона и Эней», «Персей и Андромеда», а также «моделло» по эскизам Давида Тенирса.

## Галерея

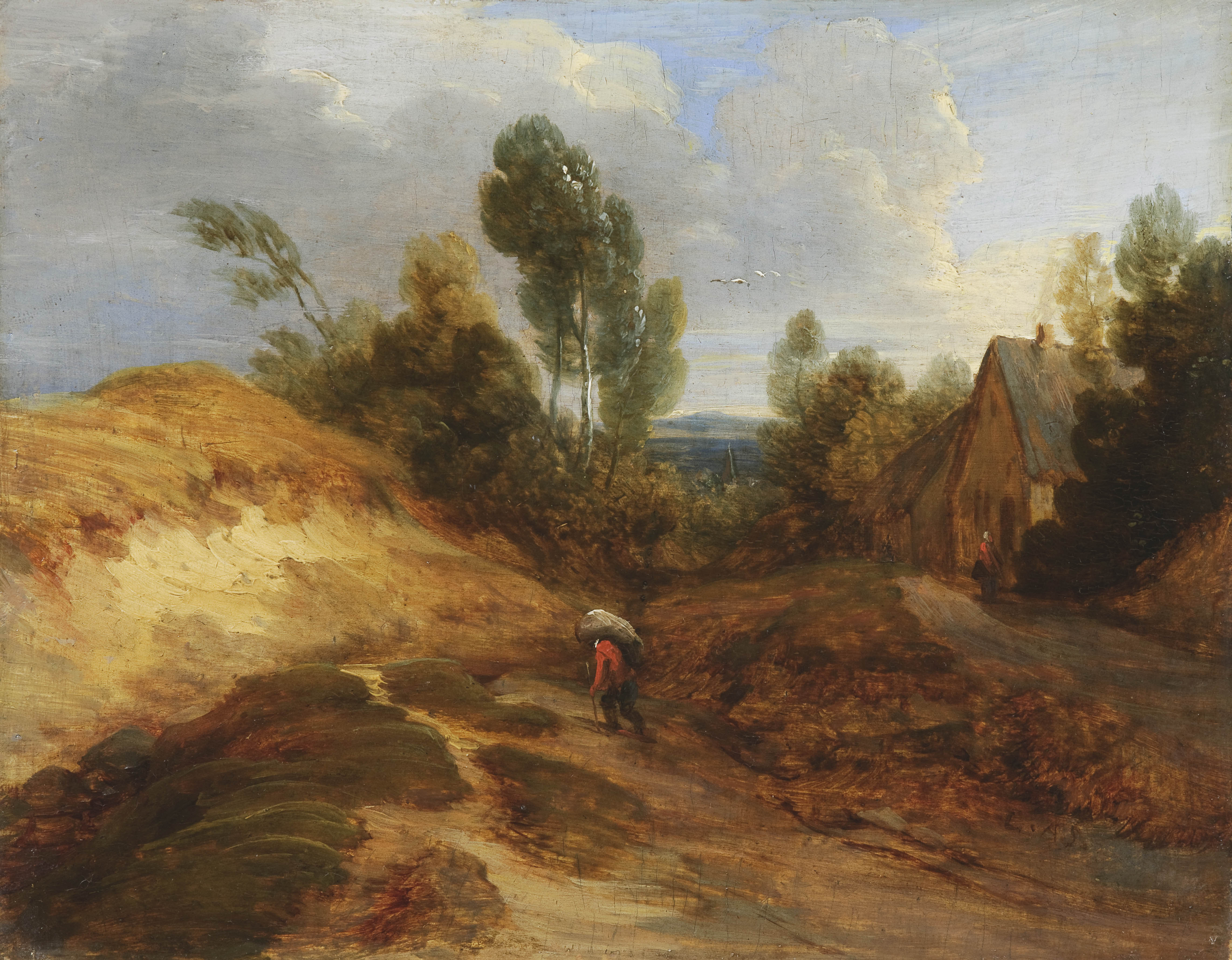
Пейзаж в дюнах. Между 1626 и 1699. Дерево, масло. Частное собрание
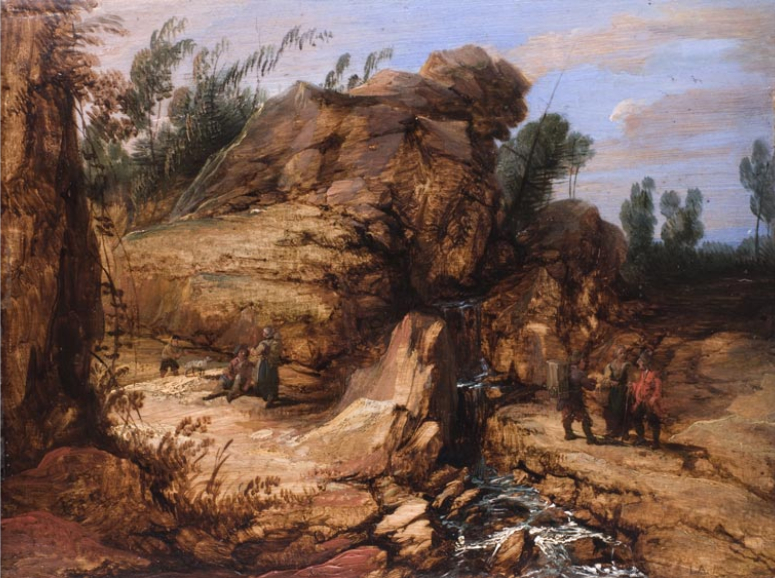
Скалистый пейзаж с путниками. Между 1626 и 1699. Дерево, масло. Частное собрание
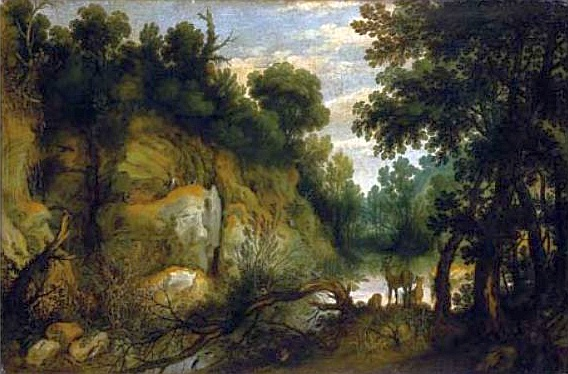
Речной пейзаж с животными
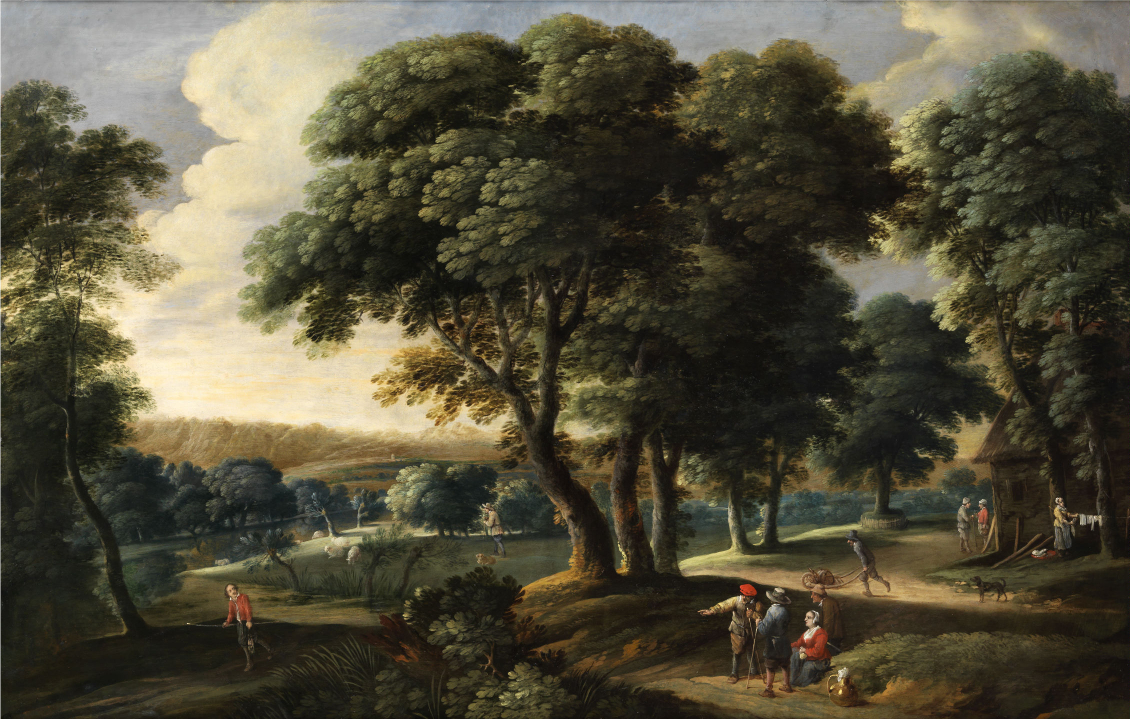
Лесной пейзаж. Между 1650 и 1699. Медь, масло. Частное собрание
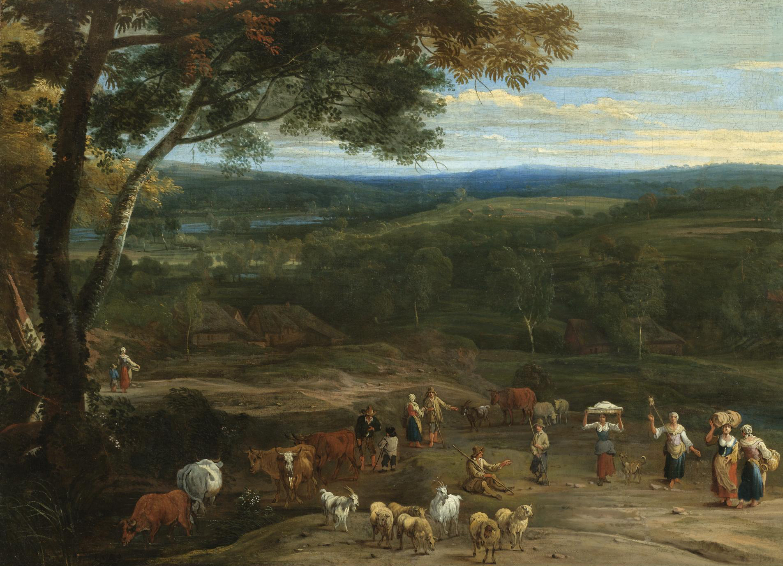
Обширный пейзаж с фигурами на возвышенности и пастухом, пасущим крупный рогатый скот и овец. 1680. Холст, масло. Частное собрание
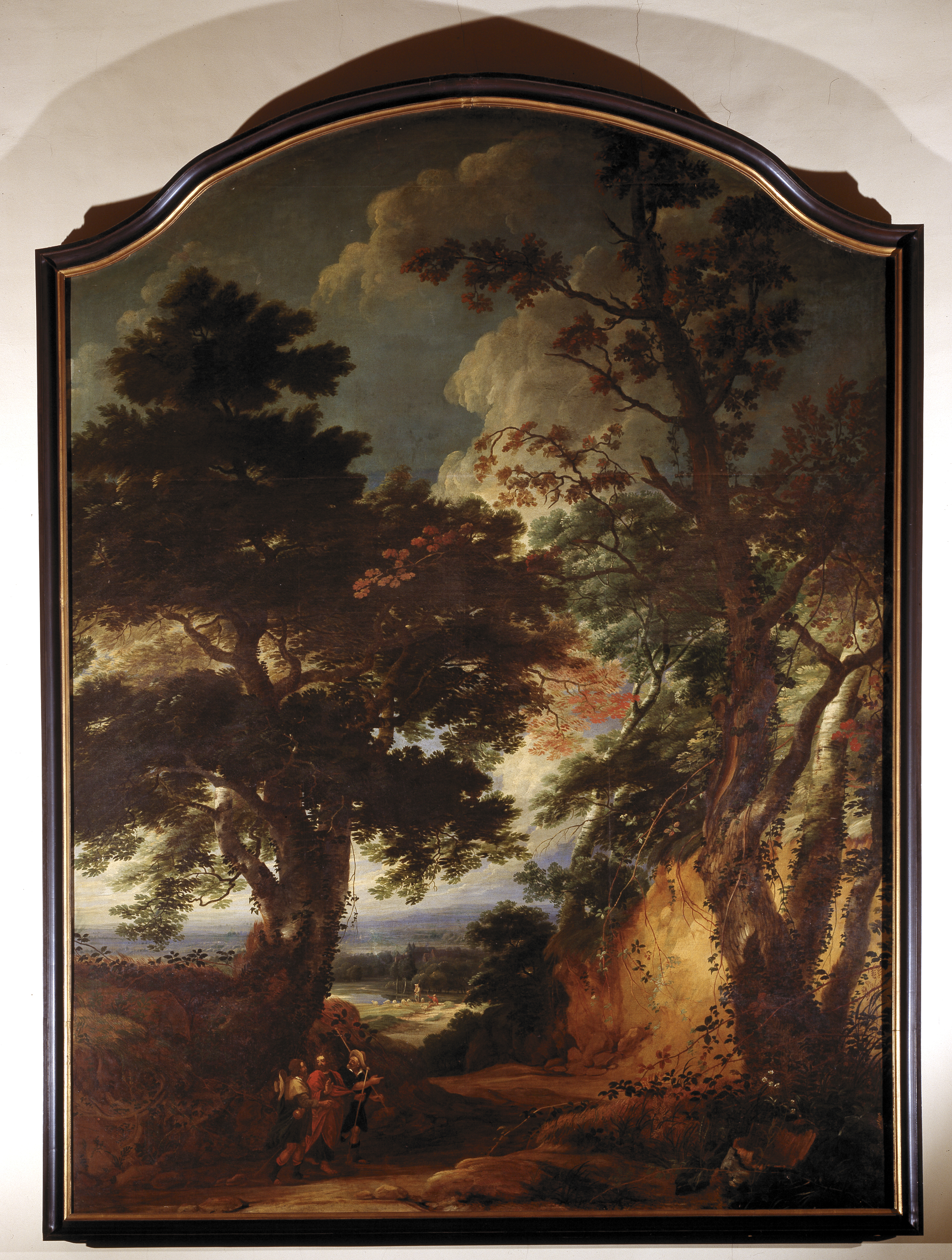
Пейзаж с Христом и учениками на дороге в Эммаус. Дерево, масло. Музей изящных искусств, Гент
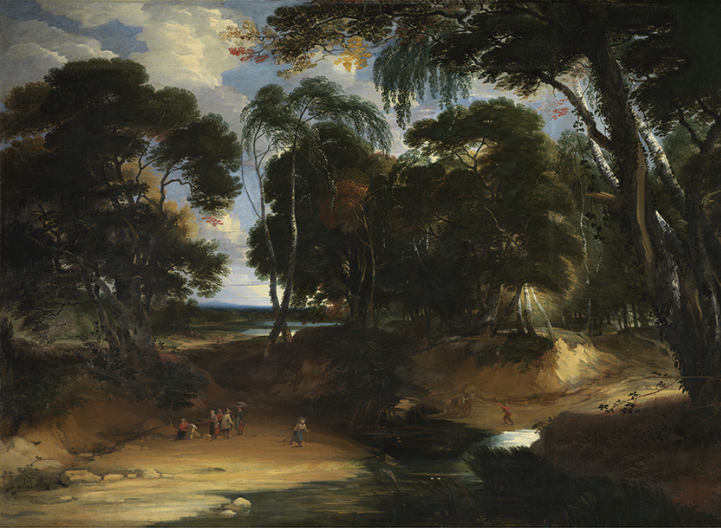
Лесной пейзаж с илистыми отмелями. Между 1626 и 1699. Дерево, масло. Музей Грунинге, Брюгге